# Jan Johnson
Pour les articles homonymes, voir Johnson.
Jan Eric Johnson, né le 11 novembre 1950 à Hammond (Indiana) et mort le 23 février 2025 à Atascadero (Californie), est un athlète américain spécialiste du saut à la perche.
Étudiant à l'Université du Kansas, il remporte les Championnats NCAA de 1970 avant de rejoindre l'Université d'Alabama dès l'année suivante. Vainqueur des Championnats de l'Amateur Athletic Union et des Championnats des États-Unis en salle en début de saison 1971, Jan Johnson décroche la médaille d'or des Jeux panaméricains avec un saut à 5,33 m, devançant notamment son compatriote Dave Roberts. Il établit la meilleure performance de sa carrière avec 5,50 m à l'occasion des sélections olympiques américaines de 1972. Qualifié ainsi pour les Jeux olympiques de Munich, Johnson remporte la médaille de bronze avec un saut à 5,35 m, se classant derrière l'Est-allemand Wolfgang Nordwig et son compatriote Bob Seagren.
Jan Johnson est le père de Chelsea Johnson, double championne NCAA et médaillée d'argent du saut à la perche lors des Championnats du monde de 2009.

## Palmarès
| Date | Compétition        | Lieu   | Place | Marque |
| ---- | ------------------ | ------ | ----- | ------ |
| 1971 | Jeux panaméricains | Cali   | 1er   | 5,33 m |
| 1972 | Jeux olympiques    | Munich | 3e    | 5,35 m |